# Cup Tie Competition 1902
La Cup Tie Competition 1902 (también llamada Copa Competencia "Chevallier Boutell" 1902) fue la tercera edición de esta competición oficial y de carácter internacional, organizada por The Argentine Association Football League.
La Copa que estaba en juego fue donada por el presidente de The Argentine Association Football League, Francis Chevallier Boutell, y por eso llevó su nombre. La final del torneo se disputó en la Buenos Aires, mientras que las semifinales se llevaron a cabo en Montevideo y Rosario.
Nueve fueron los participantes de esta edición, al igual que en el segundo torneo. La única modificación en cuanto a los participantes fue la inclusión de Barracas, reemplazando a Montevideo.
La competencia coronó campeón por primera vez a Rosario Athletic Club, al vencer por 2 a 1 en el segundo desempate a Alumni Athletic Club, siendo el primer club del interior en coronarse campeón del fútbol argentino.

## Equipos participantes

### The Argentine Association Football League
| Barracas | Belgrano | Lomas | Alumni | Quilmes |

### Rosario
| Rosario |

### The Uruguay Association Football League
| Albion | Central Uruguay Railway | Nacional |

## Fase inicial

### Sección Montevideo
Esta fase la disputaron 3 equipos de The Uruguay Association Football League, de los cuales 2 debieron disputar una instancia previa. Se enfrentaron a partido único y clasificó el ganador.

#### Primera eliminatoria
| Fecha       | Equipo 1                | Resultado | Equipo 2 |
| ----------- | ----------------------- | --------- | -------- |
| 29 de junio | Central Uruguay Railway | 2 - 1     | Albion   |

#### Segunda eliminatoria
| Fecha       | Equipo 1                | Resultado | Equipo 2 |
| ----------- | ----------------------- | --------- | -------- |
| 3 de agosto | Central Uruguay Railway | 2 - 0     | Nacional |

### Sección Buenos Aires
Esta fase la disputaron 5 equipos de The Argentine Association Football League, de los cuales 2 debieron disputar una instancia previa. Se enfrentaron a partido único y clasificaron los 2 ganadores.

#### Primera eliminatoria
| Fecha      | Equipo 1 | Resultado | Equipo 2 |
| ---------- | -------- | --------- | -------- |
| 8 de junio | Barracas | 1 - 1     | Alumni   |

Desempate
| Fecha       | Equipo 1 | Resultado | Equipo 2 |
| ----------- | -------- | --------- | -------- |
| 15 de junio | Alumni   | 2 - 0     | Barracas |

#### Segunda eliminatoria
| Fecha      | Equipo 1 | Resultado | Equipo 2 |
| ---------- | -------- | --------- | -------- |
| 9 de julio | Alumni   | 2 - 0     | Lomas    |
| 9 de julio | Belgrano | 2 - 2     | Quilmes  |

Desempate
| Fecha       | Equipo 1 | Resultado | Equipo 2 |
| ----------- | -------- | --------- | -------- |
| 16 de julio | Belgrano | 2 - 0     | Quilmes  |

## Fase final

### Cuadro de desarrollo
|  | Semifinales | Semifinales             | Semifinales |         |        | Final  | Final | Final | Final | Final |  |
|  |             |                         |             |         |        |        |       |       |       |       |  |
|  |             |                         |             |         |        |        |       |       |       |       |  |
|  | U           | Central Uruguay Railway | 0           |         |        |        |       |       |       |       |  |
|  | U           | Central Uruguay Railway | 0           |         |        |        |       |       |       |       |  |
|  | A           | Alumni                  | 2           |         |        |        |       |       |       |       |  |
|  | A           | Alumni                  | 2           |         | Alumni | Alumni | 1     | 1     | 1     |       |  |
|  |             |                         |             |         | Alumni | Alumni | 1     | 1     | 1     |       |  |
|  |             |                         | Rosario     | Rosario | 1      | 1      | 2     |       |       |       |  |
|  | R           | Rosario                 | Rosario     | Rosario | 1      | 1      | 2     | 2     |       |       |  |
|  | R           | Rosario                 |             |         |        |        |       | 2     |       |       |  |
|  | A           | Belgrano                | 0           |         |        |        |       |       |       |       |  |
|  | A           | Belgrano                | 0           |         |        |        |       |       |       |       |  |
|  |             |                         |             |         |        |        |       |       |       |       |  |

### Semifinales
Esta fase la disputaron los 3 ganadores de la Fase inicial y Rosario, que clasificó automáticamente. Se enfrentaron a partido único y clasificaron los 2 ganadores.
| Fecha        | Equipo 1                | Resultado | Equipo 2 |
| ------------ | ----------------------- | --------- | -------- |
| 17 de agosto | Central Uruguay Railway | 0 - 2     | Alumni   |
| 17 de agosto | Rosario                 | 2 - 0     | Belgrano |

### Final
La disputaron los 2 ganadores de las Semifinales. Se enfrentaron el 24 de agosto a partido único, y se consagró campeón el Rosario Athletic en el tercer torneo, jugando tres partidos debido al par de empates.
| Fecha        | Equipo 1 | Resultado | Equipo 2 |
| ------------ | -------- | --------- | -------- |
| 24 de agosto | Alumni   | 1 - 1     | Rosario  |

#### Primer desempate
| Fecha            | Equipo 1 | Resultado | Equipo 2 |
| ---------------- | -------- | --------- | -------- |
| 14 de septiembre | Alumni   | 1 - 1     | Rosario  |

#### Segundo desempate
| - | Guardameta     | J. Mac Kechnie     |  |
| - | Defensa        | Carlos Brown       |  |
| - | Defensa        | Walter Buchanan    |  |
| - | Centrocampista | Andrés Mack        |  |
| - | Centrocampista | Carlos Buchanan    |  |
| - | Centrocampista | Eliseo Brown       |  |
| - | Delantero      | Juan José Moore    |  |
| - | Delantero      | Spencer Leonard    |  |
| - | Delantero      | Jorge Gibson Brown |  |
| - | Delantero      | Eugenio Moore      |  |
| - | Delantero      | Patricio Dillon    |  |

| - | Guardameta     | T. Boardman     |  |
| - | Defensa        | Ricardo Le Bas  |  |
| - | Defensa        | Jorge Middleton |  |
| - | Centrocampista | Freddy Warner   |  |
| - | Centrocampista | Eduardo Jewell  |  |
| - | Centrocampista | C. Parr         |  |
| - | Delantero      | Alfredo Le Bas  |  |
| - | Delantero      | H. Middleton    |  |
| - | Delantero      | Alberto Le Bas  |  |
| - | Delantero      | J. Carr         |  |
| - | Delantero      | G. Toping       |  |

| 60' | Patricio Dillon | 1:0 |

| 61' · 124' | J. Parr | 1:1 1:2 |

| - | Guardameta     | J. Mac Kechnie     |  |
| - | Defensa        | Carlos Brown       |  |
| - | Defensa        | Walter Buchanan    |  |
| - | Centrocampista | Andrés Mack        |  |
| - | Centrocampista | Carlos Buchanan    |  |
| - | Centrocampista | Eliseo Brown       |  |
| - | Delantero      | Juan José Moore    |  |
| - | Delantero      | Spencer Leonard    |  |
| - | Delantero      | Jorge Gibson Brown |  |
| - | Delantero      | Eugenio Moore      |  |
| - | Delantero      | Patricio Dillon    |  |

| - | Guardameta     | T. Boardman     |  |
| - | Defensa        | Ricardo Le Bas  |  |
| - | Defensa        | Jorge Middleton |  |
| - | Centrocampista | Freddy Warner   |  |
| - | Centrocampista | Eduardo Jewell  |  |
| - | Centrocampista | C. Parr         |  |
| - | Delantero      | Alfredo Le Bas  |  |
| - | Delantero      | H. Middleton    |  |
| - | Delantero      | Alberto Le Bas  |  |
| - | Delantero      | J. Carr         |  |
| - | Delantero      | G. Toping       |  |

| 60' | Patricio Dillon | 1:0 |

| 61' · 124' | J. Parr | 1:1 1:2 |

| - | Guardameta     | J. Mac Kechnie     |  |
| - | Defensa        | Carlos Brown       |  |
| - | Defensa        | Walter Buchanan    |  |
| - | Centrocampista | Andrés Mack        |  |
| - | Centrocampista | Carlos Buchanan    |  |
| - | Centrocampista | Eliseo Brown       |  |
| - | Delantero      | Juan José Moore    |  |
| - | Delantero      | Spencer Leonard    |  |
| - | Delantero      | Jorge Gibson Brown |  |
| - | Delantero      | Eugenio Moore      |  |
| - | Delantero      | Patricio Dillon    |  |

| - | Guardameta     | T. Boardman     |  |
| - | Defensa        | Ricardo Le Bas  |  |
| - | Defensa        | Jorge Middleton |  |
| - | Centrocampista | Freddy Warner   |  |
| - | Centrocampista | Eduardo Jewell  |  |
| - | Centrocampista | C. Parr         |  |
| - | Delantero      | Alfredo Le Bas  |  |
| - | Delantero      | H. Middleton    |  |
| - | Delantero      | Alberto Le Bas  |  |
| - | Delantero      | J. Carr         |  |
| - | Delantero      | G. Toping       |  |

| 60' | Patricio Dillon | 1:0 |

| 61' · 124' | J. Parr | 1:1 1:2 |

| - | Guardameta     | J. Mac Kechnie     |  |
| - | Defensa        | Carlos Brown       |  |
| - | Defensa        | Walter Buchanan    |  |
| - | Centrocampista | Andrés Mack        |  |
| - | Centrocampista | Carlos Buchanan    |  |
| - | Centrocampista | Eliseo Brown       |  |
| - | Delantero      | Juan José Moore    |  |
| - | Delantero      | Spencer Leonard    |  |
| - | Delantero      | Jorge Gibson Brown |  |
| - | Delantero      | Eugenio Moore      |  |
| - | Delantero      | Patricio Dillon    |  |

| - | Guardameta     | T. Boardman     |  |
| - | Defensa        | Ricardo Le Bas  |  |
| - | Defensa        | Jorge Middleton |  |
| - | Centrocampista | Freddy Warner   |  |
| - | Centrocampista | Eduardo Jewell  |  |
| - | Centrocampista | C. Parr         |  |
| - | Delantero      | Alfredo Le Bas  |  |
| - | Delantero      | H. Middleton    |  |
| - | Delantero      | Alberto Le Bas  |  |
| - | Delantero      | J. Carr         |  |
| - | Delantero      | G. Toping       |  |

| 60' | Patricio Dillon | 1:0 |

| 61' · 124' | J. Parr | 1:1 1:2 |

| Campeón Rosario Athletic 1° título |